# Декейтер (Небраска)
Декейтер (англ. Decatur) — селище (англ. village) в США, в окрузі Берт штату Небраска. Населення — 410 осіб (2020).

## Географія
Декейтер розташований за координатами 42°0′25″ пн. ш. 96°15′2″ зх. д. / 42.00694° пн. ш. 96.25056° зх. д. (42.006943, -96.250523).  За даними Бюро перепису населення США в 2010 році селище мало площу 2,33 км², з яких 2,32 км² — суходіл та 0,00 км² — водойми. В 2017 році площа становила 2,66 км², з яких 2,66 км² — суходіл та 0,00 км² — водойми.

## Демографія
Згідно з переписом 2010 року, у селищі мешкала 481 особа в 240 домогосподарствах у складі 136 родин. Густота населення становила 207 осіб/км².  Було 275 помешкань (118/км²).
Расовий склад населення:
| - 89,0 % — білих - 7,1 % — корінних американців - 0,6 % — чорних або афроамериканців - 0,2 % — азіатів - 1,0 % — осіб інших рас |

До двох чи більше рас належало 2,1 %. Частка іспаномовних становила 1,7 % від усіх жителів.
За віковим діапазоном населення розподілялося таким чином: 17,0 % — особи молодші 18 років, 57,2 % — особи у віці 18—64 років, 25,8 % — особи у віці 65 років та старші. Медіана віку мешканця становила 52,9 року. На 100 осіб жіночої статі у селищі припадало 94,7 чоловіків;  на 100 жінок у віці від 18 років та старших — 94,6 чоловіків також старших 18 років.
Середній дохід на одне домашнє господарство  становив 50 325 доларів США (медіана — 30 865), а середній дохід на одну сім'ю — 80 467 доларів (медіана — 46 250). За межею бідності перебувало 15,9 % осіб, у тому числі 8,3 % дітей у віці до 18 років та 18,0 % осіб у віці 65 років та старших.
Цивільне працевлаштоване населення становило 181 осіб. Основні галузі зайнятості: освіта, охорона здоров'я та соціальна допомога — 23,2 %, виробництво — 14,4 %, роздрібна торгівля — 12,7 %.